# Cantonul Saint-Amans-des-Cots
Cantonul Saint-Amans-des-Cots este un canton din arondismentul Rodez, departamentul Aveyron, regiunea Midi-Pyrénées, Franța.

## Comune
- Campouriez
- Florentin-la-Capelle
- Huparlac
- Montézic
- Saint-Amans-des-Cots (reședință)
- Saint-Symphorien-de-Thénières